# Мезинская культура
Мезинская культура, или мизинская культура, — археологическая культура позднего палеолита.
Название происходит от Мезинской стоянки в селе Мезин, Коропского района, Черниговской области, Украина.
Охватывала территорию долин рек Десна, Сейм, Среднее и Верхнее Поднепровье, и на первом этапе — в Верхнем и Среднем Подонье.
Время 23 000 (иногда 25 000) — 14 000 (иногда 13 000) лет до н. э.
Мезинская культура — часть виллендорф-костёнковской культуры, также называемой восточный граветт. Она была третьей археологической культурой этого района после деснинского мустье и стрелецкой культуры, которая охватывала значительно большую территорию, чем мезинская культура. Появление культуры связывается с продвижением носителей павловьена из Дуная (Виллендорф, Нижняя Австрия) и Моравии долинами Вислы и Припяти в Надднепрянщину. Некоторые различия в культуре оригинального павловьена с мезинской культурой указывают на смешение населения предыдущей стрелецкой культуры с павловьенцами.
- На первом этапе, этапе продвижения павловьенцев на восток, мезинская культура охватывала среднюю Надднепрянщину (Кирилловская стоянка), долину Десны (Мезин, Быки 1, −2, −4 (Пены), Супонево, Говоруха, Миньевский Яр, Чулатово-1, Бужанка, Хотылёво 2) и Дон (Октябрьск-2/1, Борщёво-2, Гагарино).
- На втором этапе была сосредоточение в долине Десны, Сейма, среднего и верхнего Днепра (стоянки Хотылёво 2, Борщёво 1, Ямы, Супонево, Мезин, Быки 1, −2). В нижней части Дона и в долине Оки осталась местная культура восточного граветта — костёнковско-авдеевская культура.

На близкой в культурном отношении к стоянке Пушкари 1 Новгород-Северской стоянке сделаны палеоантропологические находки — древнейшие части скелета неоантропа, известные в бассейне Десны, если не считать коренного зуба человека современного типа из Хотылёво 2. Из Чулатово 1 известна палеоантропологическая находка кости и фрагмент черепа неоантропа, использовавшийся в качестве чаши, что, возможно, свидетельствует о ритуальном каннибализме.
К 14000 — 13000 годам до н. э. мезинская культура начинает напоминать мадленскую культуру. Это было связано с воздействиями с Запада, где примерно 20000 лет назад в Европе появились мадленцы.
Мезинская культура — культура охотников (мамонты, северный олень). Она характеризуется значительным развитием искусств. Орнаменты на изделиях из мамонтовой кости имеют повторяющийся меандр, что напоминает свастику.